# تاج‌الدین تبریزی
تاجُ‌الدّینِ تَبْریزی (زادهٔ رمضان ۷۴۶ هجری/ژانویهٔ ۱۳۴۶ میلادی) فقیه شافعی بود که در اردبیل به دنیا آمده و ساکن تبریز گشت. وی به آموختن علوم گوناگونی نظیر اصول فقه، ریاضیات، علم خلاف، فلسفه و نحو در نزد افرادی همچون رکن‌الدین حسن استرآبادی، علاءالدین نعمان خوارزمی، قطب‌الدین شیرازی و کمال‌الدین حسن شیرازی پرداخته و مجوز افتا را در ۳۰ سالگی دریافت نموده و پس از آن به آموزش در مدارس و تولیت خانقاه مشغول گردید. از آثار او می‌توان به «القسطاس المستقیم فی الحدیث الصحیح القویم»، «الکافی فی علوم الحدیث»، «المعیار السقیم للاحادیث المعللة» و «الموضوع» اشاره کرد.